# إريك ماركوس
اريك ماركوس (بالإنجليزية: Eric Marcus)‏ هو كاتب ومؤلف أمريكي، ولد في 12 نوفمبر 1958 في نيويورك في الولايات المتحدة.

## وصلات خارجية
- الموقع الرسمي